# فوکومی کورودا
فوکومی کورودا (انگلیسی: Fukumi Kuroda؛ زادهٔ ۲۱ ژوئن ۱۹۵۶) یک هنرپیشه اهل ژاپن است. 